# Кортацци, Георгий Иванович
Георгий Иванович Кортацци (10 августа 1866 — 29 декабря 1932, Париж) — генерального штаба генерал-майор, участник русско-японской, первой мировой и гражданской войн.
В службу вступил в 1885. Окончил Николаевское инженерное училище; в 1888 выпущен в 13-й саперный батальон. Подпоручик (1888), поручик (1890). В 1896 окончил Николаевскую академию Генерального штаба. Штабс-капитан (1896).
Состоял при Одесском ВО. Начальник строевого отдела штаба Очаковской крепости (1897—1898). Обер-офицер для поручений при штабе Одесского ВО (1898—1901). Капитан (1898). Цензовое командование ротой отбывал в 16-м стрелковом (1899—1900) и 57-м пехотном Модлинском полках (1900). И. д. штаб-офицера для особых поручений при командующем войсками Одесского ВО (апрель — декабрь 1901). Подполковник (1901). Штаб-офицер для особых поручений при командующем войсками Одесского ВО (1901—1904). Цензовое командование батальоном отбывал в 59-м пехотном Люблинском полку (1904).
Во время русско-японской войны исполнял должность начальника штаба 69-й пехотной дивизии (сентябрь — ноябрь 1904), затем был старшим адъютантом управления генерал-квартирмейстера 3-й Маньчжурской армии (ноябрь 1904 — май 1905).
Прикомандирован к Главному Штабу (1905—1906). Полковник (1905). Делопроизводитель ГУГШ (1906—1910). Участвовал в работах Совета государственной обороны и Морской академии Генерального штаба.
С 26 августа 1910 командир 133-го пехотного Симферопольского полка, с которым участвовал в первой мировой войне. Генерал-майор (1914). 30.12.1914 отчислен в резерв чинов при штабе Киевского ВО. С 21 марта 1915 дежурный генерал штаба армий Юго-Западного фронта, с 14 июня 1917 дежурный генерал при Верховном главнокомандующем.
Во время гражданской войны служил во ВСЮР. Состоял в распоряжении главнокомандующего. С 19 февраля 1919 в резерве чинов при штабе главнокомандующего. С 24 июля 1919 ставропольский губернатор. С 8 ноября 1919 главный начальник снабжений ВСЮР.
В марте 1920 эвакуирован из Новороссийска на Лемнос. В эмиграции в Югославии, затем в Париже.

## Награды
- орден Святого Станислава 3-й ст. (1897)
- орден Святой Анны 3-й ст. (1901)
- орден Святого Станислава 2-й ст. (1904)
- орден Святого Владимира 4-й ст. с мечами и бантом (1906)
- орден Святого Владимира 3-й ст. (1908)
- мечи к ордену Св. Владимира 3-й ст. (05.04.1915)
- орден Святого Станислава 1-й ст. с мечами (23.09.1915)
- орден Святой Анны 1-й ст. с мечами (26.01.1916)